# Dracula (revue)
Pour les articles homonymes, voir Dracula (homonymie).
Dracula est une revue publiée aux éditions Arédit/Artima de juillet 1974 à avril 1983, d'abord en petit format noir et blanc dans la collection « Comics Pocket » (25 numéros jusqu'à fin 1979), puis à partir de mars 1980, en albums couleurs sous le titre Dracula le vampire (11 numéros).
Elle publie essentiellement la traduction française du comic Tomb of Dracula publié chez Marvel entre 1972 et 1979. On y trouve aussi d'autres séries horrifiques du même éditeur, telles que Frankenstein, Adventure Into Fear avec L'Homme-Chose, Kull the Conqueror et Werewolf by night.